# Despotovac
Despotovac (em cirílico: Деспотовац) é uma vila da Sérvia localizada no município de Despotovac, pertencente ao distrito de Pomoravlje, na região de Resava. Dista cerca de 130 km da capital, Belgrado. A sua população era de 4212 habitantes segundo o censo de 2011.

## Demografia
| 1948 | 1953 | 1961 | 1971 | 1981 | 1991 | 2002 | 2011 |
| ---- | ---- | ---- | ---- | ---- | ---- | ---- | ---- |
| 1513 | 1282 | 1671 | 2308 | 3268 | 4170 | 4363 | 4212 |